# Haluk Kırcı
Haluk Kırcı (* 1958 in Erzurum) ist ein türkischer Grauer Wolf und Mörder.
Er wurde wegen des Mordes an Staatsanwalt Doğan Öz vom 24. März 1978 und wegen des Mordes an sieben Studenten in Bahçelievler am 8. Oktober 1978 gesucht. Die Tat wird in der Türkei als Massaker von Bahçelievler bezeichnet. Die sieben Studenten waren Mitglieder der Arbeiterpartei der Türkei und unbewaffnet. Kırcı wurde am 10. Januar 1979 in Istanbul festgenommen. In der Gerichtsverhandlung räumte er ein, fünf von ihnen getötet zu haben. Er wurde wegen Mordes siebenfach zum Tode verurteilt. Jede Todesstrafe wurde in zehn Jahre Gefängnis umgewandelt. 1992 wurde Kırcı fälschlicherweise freigelassen, da die Haftzeiten falsch berechnet wurden. Gegen diesen Gerichtsbeschluss legte der damalige Justizminister Beschwerde ein. Nach dem entsprechenden Urteil des Yargıtay wurde Kırcı 1995 erneut zur Fahndung ausgeschrieben. Im Januar 1996 wurde er erneut gefasst, konnte aber aus dem Polizeigewahrsam fliehen und tauchte unter. In dieser Zeit heiratete Kırcı. Trauzeuge war der damalige Vali von Erzurum und spätere Innenminister Mehmet Ağar. Gegen Kırcı wurden mehrere Strafverfahren eröffnet. Vom  Staatssicherheitsgericht Istanbul wurde er wegen Beteiligung am Susurluk-Skandal zu vier Jahren Haft verurteilt. Im Verfahren wegen der Entführung von Mehmet Ali Yaprak wurde Kırcı freigesprochen. Im Januar 1999 wurde er gefasst und musste seine Reststrafe wegen des Mehrfachmordes an den Studenten verbüßen. Kırcı wurde anschließend ein weiteres Mal fälschlicherweise freigelassen und war von 2005 bis 2010 in Haft. Im Jahr 2011 stand Kırcı ein weiteres Mal wegen organisierter Kriminalität vor Gericht und wurde zu sechs Jahren und acht Monaten Haft verurteilt. 2015 kam er unter Auflagen frei.
In seinen im Jahr 1998 erschienenen Memoiren (Zamanı Süzerken) beschreibt Kırcı den Mord an den 7 Studenten.

## Bücher
- Ermeniler Zamanı Unutma!
- Donmuş Zaman Manzaları
- Zamanı Süzerken